# 15828 Sincheskul
15828 Sincheskul è un asteroide della fascia principale. Scoperto nel 1995, presenta un'orbita caratterizzata da un semiasse maggiore pari a 2,3830631 UA e da un'eccentricità di 0,0592676, inclinata di 7,41664° rispetto all'eclittica.